# 藤井瑞希
藤井瑞希（日语：／ Fhjii Mizuki，1988年8月5日—），日本女子羽毛球运动员，現已退役。熊本縣葦北郡蘆北町出生，畢業於熊本縣湯浦中学校及青森縣青森山田高校。曾隸屬於瑞薩電子公司（九州・山口），現為再春館製藥所羽毛球隊成員，隊員編號10號。

## 簡歷
2010年11月，藤井代表日本出戰廣州亞運會，參加羽毛球比賽的女子雙打、混合雙打及團體項目。
2012年9月20日，藤井/垣岩在日本羽毛球超級賽女子雙打的次圈賽事中，以1比2不敵隊友米元小春/三木佑里子出局。賽後，藤井召開記者會宣佈自己會從國家隊退役，不再參加國際比賽；並否認退役決定與婚姻有關。2012年10月1日，藤井瑞希正式從羽毛球世界聯會註冊退役。

## 主要比賽成績
只列出曾進入準決賽的國際賽事成績：
| 年份   | 賽事                     | 公開賽級別 | 項目     | 拍檔     | 成績   |
| ------ | ------------------------ | ---------- | -------- | -------- | ------ |
| 2008年 | 加拿大羽毛球公開賽       | TBC        | 女子雙打 | 垣岩令佳 | 冠軍   |
| 2008年 | 澳洲羽毛球公開賽         | TBC        | 女子單打 | －       | 冠軍   |
| 2008年 | 奧地利羽毛球國際賽       | TBC        | 女子雙打 | 垣岩令佳 | 亞軍   |
| 2009年 | 奧地利羽毛球國際挑戰賽   | 國際挑戰賽 | 女子雙打 | 垣岩令佳 | 亞軍   |
| 2009年 | 奧地利羽毛球國際挑戰賽   | 國際挑戰賽 | 混合雙打 | 橋本博且 | 準決賽 |
| 2009年 | 大阪羽毛球國際挑戰賽     | 國際挑戰賽 | 女子雙打 | 垣岩令佳 | 準決賽 |
| 2010年 | 韓國羽毛球超級賽         | 超級賽     | 女子雙打 | 垣岩令佳 | 亞軍   |
| 2010年 | 大阪羽毛球國際挑戰賽     | 國際挑戰賽 | 女子雙打 | 垣岩令佳 | 冠軍   |
| 2010年 | 大阪羽毛球國際挑戰賽     | 國際挑戰賽 | 混合雙打 | 橋本博且 | 亞軍   |
| 2010年 | 優霸盃                   | 其他       | 女子團體 | －       | 季軍   |
| 2010年 | 荷蘭羽毛球大獎賽         | 大獎賽     | 女子雙打 | 垣岩令佳 | 亞軍   |
| 2010年 | 丹麥羽毛球超級賽         | 超級賽     | 女子雙打 | 垣岩令佳 | 準決賽 |
| 2011年 | 德國羽毛球黃金大獎賽     | 黃金大獎賽 | 女子雙打 | 垣岩令佳 | 冠軍   |
| 2011年 | 全英羽毛球首要超級賽     | 首要超級賽 | 女子雙打 | 垣岩令佳 | 亞軍   |
| 2011年 | 澳洲羽毛球黃金大獎賽     | 黃金大獎賽 | 混合雙打 | 橋本博且 | 亞軍   |
| 2011年 | 印度羽毛球超級賽         | 超級賽     | 女子雙打 | 垣岩令佳 | 亞軍   |
| 2011年 | 新加坡羽毛球超級賽       | 超級賽     | 女子雙打 | 垣岩令佳 | 準決賽 |
| 2011年 | 印尼羽毛球首要超級賽     | 首要超級賽 | 女子雙打 | 垣岩令佳 | 準決賽 |
| 2011年 | 中國羽毛球大師賽         | 超級賽     | 女子雙打 | 垣岩令佳 | 準決賽 |
| 2011年 | 日本羽毛球超級賽         | 超級賽     | 女子雙打 | 垣岩令佳 | 準決賽 |
| 2011年 | 法國羽毛球超級賽         | 超級賽     | 女子雙打 | 垣岩令佳 | 準決賽 |
| 2011年 | 碧特博格羽毛球黃金大獎賽 | 黃金大獎賽 | 女子雙打 | 垣岩令佳 | 冠軍   |
| 2011年 | 中國羽毛球首要超級賽     | 首要超級賽 | 女子雙打 | 垣岩令佳 | 準決賽 |
| 2012年 | 德國羽毛球黃金大獎賽     | 黃金大獎賽 | 女子雙打 | 垣岩令佳 | 準決賽 |
| 2012年 | 印度羽毛球超級賽         | 超級賽     | 女子雙打 | 垣岩令佳 | 準決賽 |
| 2012年 | 優霸盃                   | 其他       | 女子團體 | －       | 季軍   |
| 2012年 | 奧林匹克運動會羽毛球比賽 | 其他       | 女子雙打 | 垣岩令佳 | 銀牌   |
| 2018年 | 比利時羽毛球國際賽       | 國際挑戰賽 | 女子雙打 | 小野菜保 | 亞軍   |

| 2007-2017年 | 首要超級賽 | 超級賽 | 黃金大獎賽 | 大獎賽 | 國際挑戰賽 | 國際系列賽 | 未來系列賽 | 其他 |

| 2018-2026年 | 總決賽 | 超級1000賽 | 超級750賽 | 超級500賽 | 超級300賽 | 超級100賽 | 國際挑戰賽 | 國際系列賽 | 未來系列賽 | 其他 |

### 奧運會和世錦賽參賽紀錄
|          | 搭檔     | 2009 | 2010 | 2011 | 2012 |
| -------- | -------- | ---- | ---- | ---- | ---- |
| 女子雙打 | 垣岩令佳 | 16強 | 16強 | 8強  | 銀牌 |
|          |          |      |      |      |      |
| 混合雙打 | 橋本博且 | －   | 32強 | 32強 | －   |

## 外部連結
- YouTube上的藤井瑞希・垣岩令佳記者会見「国際大会では今日を最後に解散・・・」（日語）